# 샬럿 아널드

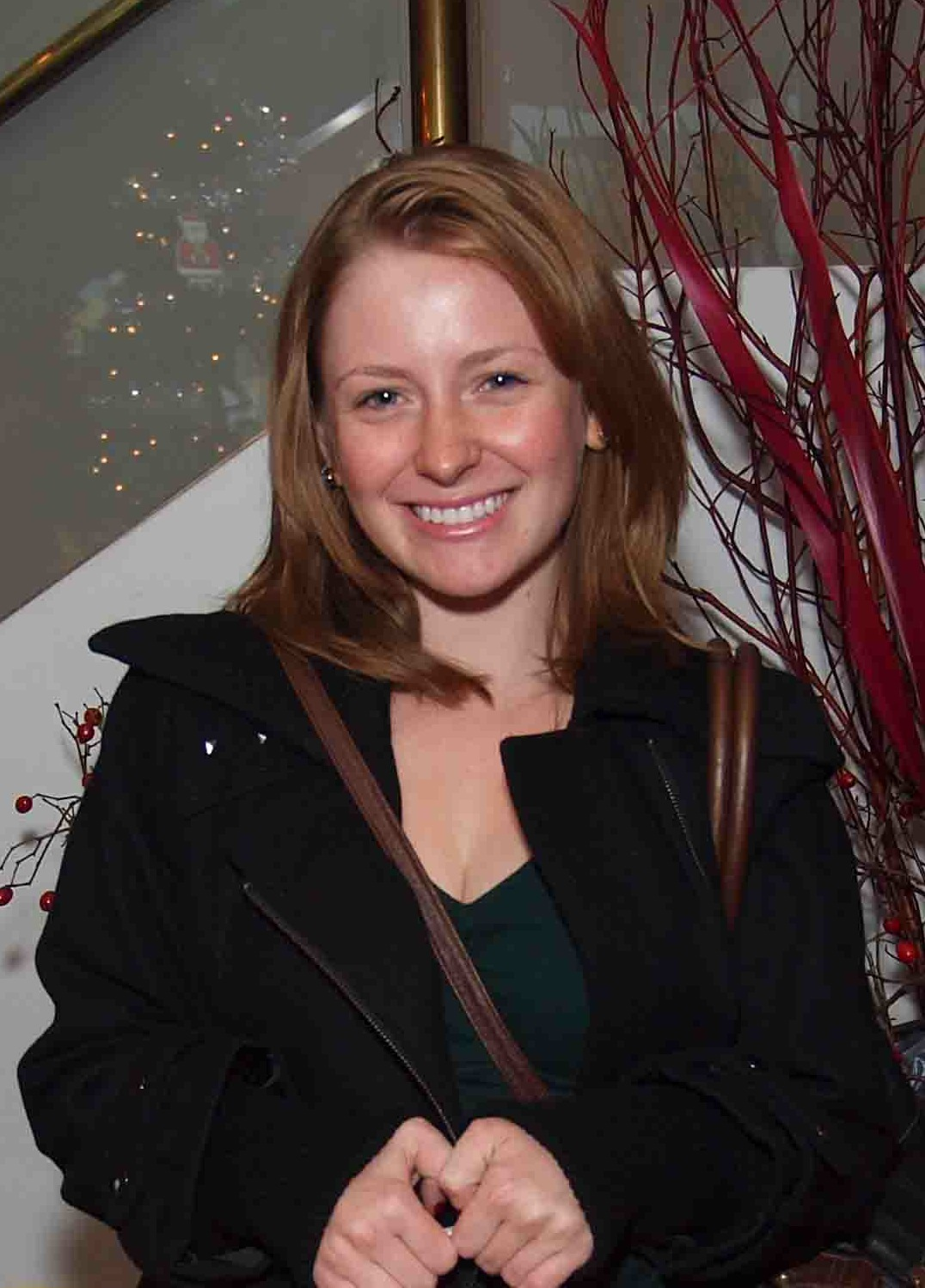

샬럿 아널드(영어: Charlotte Arnold, 1989년 7월 27일 ~ )는 캐나다의 성우 겸 배우이다.
토론토에서 태어났다.

## 영화
- 세이피 오브 오브젝트 (2001년)
- 사랑의 전쟁 (2000년)
- 원 킬 (2000년)